# George Hincapie
George Hincapié Garcés (New York, 1973. június 29. –) korábbi amerikai profi kerékpáros. Utolsó csapata az amerikai BMC Racing Team volt, ahonnan 2012 végén vonult vissza. Ő tartja a legtöbb Tour de France-on való indulás rekordját, 17 részvétellel.

## Eredményei
| 1988 Amerikai országúti bajnokság 1., Mezőnyverseny - U17 1991 Pályakerékpáros világbajnokság 3., Egyéni üldözőverseny - U-19 1994 Tour de Luxembourg 1., 1. szakasz 1., 4. szakasz 2., 2. szakasz 2., összetett West Virginia Classic 1., 3. szakasz 3., összetett Vuelta Ciclista a Murcia 3., 3. szakasz 1997 Setmana Catalana de Ciclismo 1., 1. szakasz 1998 Amerikai országúti bajnokság 1., Mezőnyverseny Bermuda GP 1., 3. szakasz Killington Stage Race 1., összetett Tour de France 3., 3. szakasz Vuelta a Andalucia 3., 1. szakasz 1999 Párizs–Roubaix 4. Gent–Wevelgem 4. Milánó–Sanremo 9. Tour of Britain 1., 6. szakasz First Union Classic - Trenton 1. Tour de Luxembourg 3., 4. szakasz Volta a Catalunya 2., 4. szakasz 3., 1. szakasz 3., 2. szakasz 3., 5. szakasz Tour of Denmark 7., összetettben Vattenfall Cyclassics 5. 2000 Trofeo Soller 10. Trofeo Luis Puig 4. Párizs–Roubaix 6. First Union Classic - Trenton 3. Tour de France 2., 4. szakasz 2000. évi nyári olimpiai játékok 8. - Férfi mezőnyverseny 2001 Trofeo Luis Puig 3. Milánó–Sanremo 9. Driedaagse De Panne - Koksijde 5., összetettben Gent–Wevelgem 1. Párizs–Roubaix 4. BMC San Francisco GP 1. First Union Invitational 2. 2002 Volta ao Algarve 3., összetettben Classic Haribo 2. Driedaagse De Panne - Koksijde 2., 3b szakasz 3., összetettben Ronde van Vlaanderen 4. Gent–Wevelgem 3. Párizs–Roubaix 6. Tour de France 2., 4. szakasz (Csapatidőfutam) Vattenfall Cyclassics 5. | 2003 Volta a Catalunya 2., 1. szakasz (Csapatidőfutam) 2., 7. szakasz 3., 2. szakasz Tour de France 1., 4. szakasz (Csapatidőfutam) Vuelta a Espańa 1., 1. szakasz (Csapatidőfutam) 2004 Párizs–Nizza 5., összetettben Driedaagse De Panne - Koksijde 1., összetettben 3., 1. szakasz 3., 4. szakasz Ronde van Vlaanderen 10. Gent–Wevelgem 4. Párizs–Roubaix 8. Critérium du Dauphiné Libéré 2., 5. szakasz Tour de France 1., 4. szakasz (Csapatidőfutam) GP Eddy Merckx 5. T Mobile International 3. 2005 Kuurne - Brüsszel - Kuurne 1. Tirreno–Adriatico 6., összetettben Brabantse Pijl 6. Ronde van Vlaanderen 7. Párizs–Roubaix 2. Critérium du Dauphiné Libéré 1., 1. szakasz 1., 7. szakasz Tour de France 1., 4. szakasz (Csapatidőfutam) 1., 15. szakasz GP Ouest France - Plouay 1. 2006 Amerikai országúti bajnokság 1., Mezőnyverseny Tour of California 1., 2. szakasz 1., 5. szakasz 3., Prológ 4., összetettben Driedaagse De Panne - Koksijde 2., 4. szakasz 5., összetettben Ronde van Vlaanderen 3. Gent–Wevelgem 5. Tour de France 2., Prológ Clásica de San Sebastián 9. Eneco Tour of Benelux 1. 4. szakasz 2., összetettben 2007 Amerikai országúti bajnokság 2., Mezőnyverseny Tour de France 3., Prológ Deutschland-Tour 2., 2. szakasz (Csapatidőfutam) Tour of Missouri 1., 2. szakasz 1., összetett | 2008 Tour of California 1., 7. szakasz 2., 4. szakasz Driedaagse De Panne - Koksijde 9., összetettben Ronde van Vlaanderen 5. Tour de Georgia 3., 4. szakasz (Csapatidőfutam) 3., 5. szakasz Volta a Catalunya 2., 1. szakasz Critérium du Dauphiné Libéré 1., 2. szakasz Tour of Missouri 4., összetettben 2009 Amerikai országúti bajnokság 1., Mezőnyverseny E3 Prijs Vlaanderen - Harelbeke 8. 2010 Amerikai országúti bajnokság 5., Mezőnyverseny Gent–Wevelgem 4. Ronde van Vlaanderen 6. Tour of California 2., 8. szakasz 2011 Amerikai országúti bajnokság 2., Mezőnyverseny Ronde van Vlaanderen 6. Tour de France 2., 2. szakasz (Csapatidőfutam) USA Pro Cycling Challenge 5., összetettben 1., 2. szakasz |

## Grand Tour eredményei
| Grand Tour | 1995 | 1996    | 1997 | 1998 | 1999 | 2000 | 2001 | 2002 | 2003    | 2004 | 2005 | 2006 | 2007    | 2008 | 2009 | 2010 | 2011 | 2012 |
| ---------- | ---- | ------- | ---- | ---- | ---- | ---- | ---- | ---- | ------- | ---- | ---- | ---- | ------- | ---- | ---- | ---- | ---- | ---- |
| Giro       | -    | -       | -    | -    | -    | -    | -    | -    | -       | -    | -    | -    | feladta | -    | -    | -    | -    | -    |
| Tour       | -    | feladta | 104. | 53.  | 78.  | 65.  | 71.  | 59.  | 47.     | 33.  | 14.  | 32.  | 24.     | 35.  | 18.  | 59.  | 56.  | 38.  |
| Vuelta     | 110. | -       | -    | -    | -    | -    | -    | -    | feladta | -    | -    | -    | -       | -    | -    | -    | -    | -    |